# Димитър Серафимов (шахматист)
Димитър Серафимов Серафимов е български национален шахматист с увреден слух, ФИДЕ майстор, участник в първенствата организирани от Международния комитет за тих шах (МКТШ).

## Международни участия
Постижения:

### Световен отборен шампионат на МКТШ
| Година | Организатор | Издание | Класиране | Състав                                          |
| 2014   | Опатия      | ХVІІ    | -во място | Н. Нинов – В. Георгиев – П. Орев – Д. Серафимов |

### Европейска клубна купа
| Година | Организатор | Издание | Класиране | Състав                                          |
| 2013   | Каунас      | XXI     | -ро място | Н. Нинов – В. Георгиев – Д. Серафимов – П. Орев |